# Національний парк «Тухольські Бори»
Національний парк «Тухольські Бори» (пол. Park Narodowy «Bory Tucholskie») — один із 23 національних парків у Польщі, створений 1 липня 1996 року. Він займає площу в 46,13 квадратних кілометрів. Парк знаходиться в північній частині Польщі, в Хойніцкому повіті в Поморському воєводстві, в самому серці Тухольського лісу — найбільшого лісу в Польщі.

## Загальна інформація
Національний парк «Тухольські Бори» був створений у 1996 році. Він займає площу 4613,04 га. Навколо парку було визначено буферну зону площею 12 980,52 га. Парк є частиною біосферного заповідника «Тухольські Бори», створеного в 2010 році. Лісова площа парку займає лише 1,9 % від загальної площі лісів Тухольські бори. Переважають хвойні ліси, що займають 98 % усіх лісових ареалів. Води займають 11,5 % парку. На території парку є 21 озеро, найбільшим і найглибшим з яких є Островецьке озеро (пол. Jezoro Òstrowité), площа якого сягає 272 га.
На території парку створено 10 захисних зон (7 % від загальної площі парку). Лише дві з них є відкритими для публіки: Małe Gacno та Kacze Oko.